# 豪特湖
50°52′45.16″N 10°10′20.32″E / 50.8792111°N 10.1723111°E

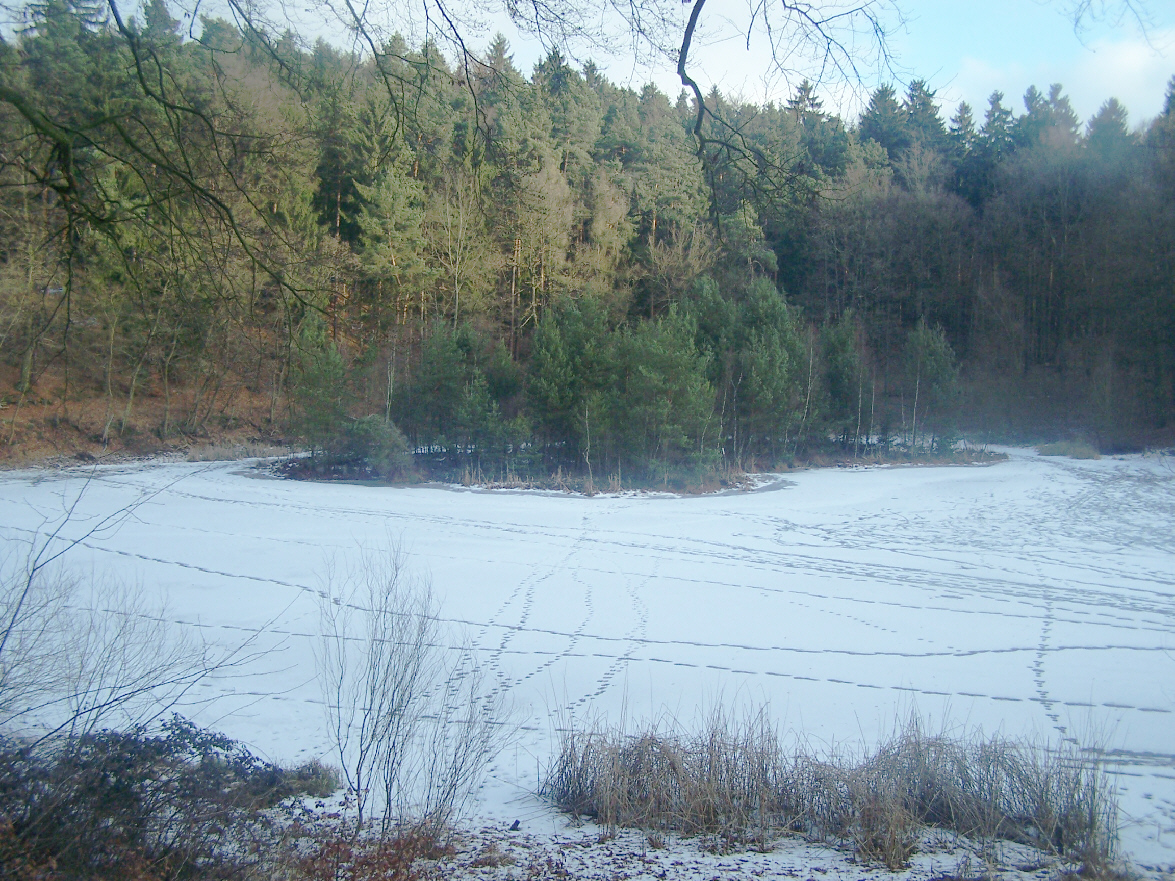

豪特湖（德語：Hautsee），是德國的湖泊，位於該國中部，由圖林根州負責管轄，處於瓦爾特堡縣，長0.1公里、寬0.1公里，面積0.02平方公里，海拔高度306米，最大水深7米，湖岸線長度0.4公里。